# Mercedes-Maybach SL680
Model ten to kabriolet bazujący na Mercedesie SL-u. Model zadebiutował na wiosnę 2025 roku z silnikiem 4.0 63 4Matic+ o mocy 585 KM. Prędkość maksymalna tego kabrioleta wynosi 315 km/h. Samochód jest dostępny z konfiguracją Red Ambience i White Ambience. Jest to pierwszy sportowy model Maybacha. Do tego czasu Maybach robił tylko luksusowe auta jak:Mercedes-Maybach S klasy czy Mercedes-Maybach GLS.